# Cabassous squamicaudis
Cabassous squamicaudis es un taxón de mamífero cingulado ubicado en la familia de los clamifóridos y en el género Cabassous Mc Murtrie, 1831, cuyos integrantes son denominados comúnmente cabasúes o tatúes de rabo molle. Habita en sabanas y arbustales abiertos en regiones cálidas del centro de Sudamérica. Tradicionalmente este taxón fue considerado una subespecie de la especie Cabassous unicinctus; en la segunda década del siglo XXI comenzó a adjudicársele una condición de especie plena.

## Taxonomía
Descripción original
Este taxón fue descrito originalmente en el año 1845 por el paleontólogo y naturalista danés Peter Wilhelm Lund. Lo hizo con nivel de especie (mediante el binomio Xenurus squamicaudis), sobre la base de muestras fósiles.
Localidad tipo
La localidad tipo referida por su descriptor es: “Valle del río das Velhas, Lagoa Santa, Minas Gerais, Brasil”.
Etimología
Etimológicamente, el término genérico Cabassous es una forma latinizada (por Henry McMurtrie en el año 1831) de un término francés utilizado por Georges Cuvier y Georges Louis Leclerc (conde de Buffon), el que a su vez fue tomado desde el original nombre empleado por los aborígenes de Guayana Francesa “capacou” (en idioma nativo, en Galibi) mediante el cual identificaban a un armadillo.
El epíteto squamicaudis deriva de la palabra en latín squami (squama), que significa ‘escama’ y caudis (cauda) que se traduce como ‘cola’, es decir: ‘cola escamosa’; alude a que, a diferencia de otros armadillos, no posee placas sobre la superficie de la cola.

### Historia taxonómica
Las poblaciones que integran Cabassous squamicaudis fueron tradicionalmente incluidas —con estatus de subespecie— dentro de C. unicinctus (Linnaeus, 1758), especie que se consideraba distribuida desde México hasta el centro-este de Brasil.
La primera vez que se utilizó la combinación (con nivel específico) Cabassous squamicaudis fue la realizada por Carlos de Paula-Couto en el año 1950, sin embargo, el uso preponderante continuó siendo como subespecífico. En el año 2013, Anderson Feijó y Alfredo Langguth concluyeron que era menester escindir de C. unicinctus a las poblaciones del taxón del centro-este brasileño, elevando a la subespecie regional al nivel de especie plena: C. squamicaudis, con base en las importantes diferencias morfológicas existentes entre ambos taxones, separación apoyada por análisis moleculares efectuados por el investigador Marco Antônio A. Schetino. Este tratamiento taxonómico fue el que se siguió para incorporar a la especie a la lista de mamíferos de Brasil, publicada en el año 2020, obra de Fernando Marqués Quintela, Clarissa Alves da Rosa y Anderson Feijó.

## Caracterización
Cabassous squamicaudis puede distinguirse de C. tatouay por el tamaño menor y por poseer más de 50 placas dérmicas en el escudo cefálico.
De C. unicinctus se distingue por tener el cuerpo y cráneo más pequeños, mayor número de placas dérmicas en el escudo cefálico —promedio de 54  (± 5,5) en C. squamicaudis contra 34,8 en C. unicinctus—, dientes más anchos, rostrum proporcionalmente más corto, más escamas en la mejilla, en la cara posterior del pabellón auricular y en la cola, y menor relación de longitud cola/cabeza-cuerpo (30 % en C. squamicaudis, comparado con 50 % en C. unicinctus). Su menor tamaño es fácilmente observable mediante el peso, con promedios de 1700 gramos para C. squamicaudis, versus 2900 g (2,5 a 3,6) para C. unicinctus. Otras características distintivas están en el caparazón, que en C. unicinctus exhibe lateralmente un borde beige, además de tener el hocico y abdomen rosáceos; todas estas partes son más oscuras en C. squamicaudis.

## Distribución y hábitat
Cabassous squamicaudis es endémico del centro de Sudamérica. En Brasil se extiende hacia el interior, en áreas abiertas con sabanas del cerrado en los estados de Minas Gerais, Pará, Mato Grosso y Mato Grosso del Sur incluyendo el área del Pantanal. Hacia el este de su geonemia lo reemplaza otra especie del género Cabassous, C. tatouay (Desmarest, 1804). Este último vive en selvas correspondientes a la mata atlántica, incluso en selvas serranas rodeadas de arbustales semiáridos de la caatinga, distribuyéndose desde Ceará, Río Grande del Norte, Paraíba, Pernambuco, Alagoas, Sergipe, Bahía, Espírito Santo, Río de Janeiro, São Paulo, Paraná y Santa Catarina hasta el nordeste de Río Grande del Sur. Hacia el noroeste de la distribución de C. squamicaudis, en Acre, Pará, Rondonia y Mato Grosso en Brasil, las Guayanas, Venezuela, Colombia, Ecuador y Perú es reemplazado por C. unicinctus (Linnaeus, 1758), un taxón restringido a hábitats forestales. Cabassous squamicaudis y C. unicinctus viven en estrecha contigüidad en los estados de Pará y Mato Grosso, sin evidencia de individuos potencialmente cruzados, lo que sugiere que presentan aislamiento reproductivo.
También C. squamicaudis ha sido registrado en el nordeste de Paraguay, mediante ejemplares colectados en el parque nacional Cerro Corá (departamento Amambay) y en los alrededores de la reserva natural Laguna Blanca (departamento de San Pedro), siempre en ambiente de cerrado.
En la distribución de C. squamicaudis también fue incluido el este y norte de Bolivia y zonas del sudeste de Perú, sin embargo, fue antes de que se demostrara que C. (u.) unicinctus se extiende ampliamente al sur del río Amazonas hasta el estado de Mato Grosso, por lo que habría que constatar a cuál de las dos especies (o a ambas) pertenecen las poblaciones sud-peruanas y nor-bolivianas.     

## Hábitos
Cabassous squamicaudis tiene hábitos subterráneos, con actividad diurna, emergiendo solo a media tarde, durante los momentos más calurosos del día, ya que pasan la mayor parte del tiempo bajo tierra (el 99,25 %), donde también allí se alimentan; los artrópodos componen más del 90 % de su dieta. En el cerrado brasileño se han estimado densidades de 0,27 individuos/ha. En el Pantanal central de Brasil, las densidades mínimas se estimaron en 2,21 adultos/km². El territorio del macho promedia 2,06 km² y este se superpone con los de varias hembras; la superficie del área de la hembra es sensiblemente menor: promedio de 0,59 km².
Las galerías de sus madrigueras tienen internamente forma redondeada, lo que lo logra hacer al girar su cuerpo mientras las construye. En Minas Gerais su diámetro era de entre 15 y 17 cm, aunque se aplanaban notablemente (a solo 5 cm de alto) a 45 cm de la abertura exterior, para obstaculizar la entrada de depredadores. En Mato Grosso, las medidas de sus madrigueras arrojaron un promedio de 12,1 cm de ancho y 12,4 cm de altura.
La gestación dura alrededor de 4 meses y otros 4 implican el cuidado parental de las crías.